# روبرت ميريفيلد
روبرت ميريفيلد (Robert Bruce Merrifield) هو كيميائي أمريكي ولد في 15 يوليو 1921 بفورت وورث وتوفي في 14 مايو 2006 في نيوجيرزي.
بدأ يبدي اهتماما بالكيمياء والفلك منذ صغره. أمضى سنتين في معهد بسادينا جونيور. التحق بعد ذلك بجامعة كاليفورنيا في لوس أنجلوس التي تخرج منها في الكيمياء. التحق بمؤسسة فيليب بارك للبحوث حيث عمل على مستعمر حيوانات. عاد بعد ذلك إلى جامعة كاليفورنيا في لوس أنجلوس والتحق سنة 1949 بمعهد روكفلر للأبحاث الطبية في نيويورك.
حاز في سنة 1984 على جائزة نوبل في الكيمياء.

## روابط خارجية
- روبرت ميريفيلد على موقع الموسوعة البريطانية (الإنجليزية)
- روبرت ميريفيلد على موقع مونزينجر (الألمانية)
- روبرت ميريفيلد على موقع إن إن دي بي (الإنجليزية)